# 彼得·斯维德勒
彼得·韦尼阿米诺维奇·斯维德勒（俄语：Пётр Вениами́нович Сви́длер，1976年6月17日—），俄罗斯国际象棋特级大师。2008年获得中国（南京）国际象棋特级大师邀请赛第四名。六次俄罗斯国际象棋锦标赛冠军（1994年、1995年、1997年、2003年、2008年和2011年）。